# Voladizo

Esquema de tres tipos de voladizos. El ejemplo superior tiene una conexión total de momentos (como un mástil horizontal empotrado en el lado de un edificio). El ejemplo del centro se crea extendiendo una viga simplemente apoyada (semejante a un trampolín). El ejemplo inferior se crea añadiendo una condición de frontera de Robin a la viga, que esencialmente añade un muelle elástico al extremo.

Un voladizo es un elemento estructural rígido, como una viga, que está apoyado solo por un lado a un elemento (usualmente vertical), del que sobresale. También se pueden construir voladizos con celosías o forjados. Cuando se somete a una carga, el voladizo la transmite al apoyo al que está sujeto mediante un momento y una tensión cortante.
La construcción de voladizos permite estructuras que sobresalen de sus apoyos sin refuerzos exteriores, frente a las construcciones apoyadas en ambos extremos y con cargas aplicadas entre ellos, como una viga simplemente apoyada o un dintel.

## Arquitectura e ingeniería
Los voladizos se encuentran frecuentemente en la construcción, especialmente en puentes en voladizo y balcones (véase ménsula). En los puentes, los voladizos se construyen habitualmente en parejas, de manera que cada uno sostiene una parte de una sección central. El Forth Bridge de Escocia es un ejemplo de puente de celosía en voladizo. Un voladizo de un edificio tradicional de madera se llama jetty.
En la construcción también se usan a menudo voladizos temporales, es decir, cuando la estructura está en obras hay un voladizo, que sin embargo cuando la estructura se completa no actúa como voladizo. Esto es muy útil cuando no se pueden usar apoyos temporales, como cimbras o puntales, para sostener la estructura mientras se está construyendo (por ejemplo, si está encima de una autopista o un río, o en un valle profundo).
Algunos puentes de celosía (véase Puente Navajo) se construyen como voladizos desde cada lado hasta que los dos tramos se encuentran y entonces son sometidos a compresión antes de unirlos definitivamente. Casi todos los puentes atirantados se construyen usando voladizos ya que esta es una de sus principales ventajas. Muchos puentes de cajón se construyen en segmentos, o en pequeñas piezas. Este tipo de construcción se presta bien a la construcción de voladizos cuando el puente se construye en ambas direcciones desde un único apoyo. Todas estas estructuras se basan en el equilibrio de momentos y de rotación.
En arquitectura, Frank Lloyd Wright usó voladizos en la Casa de la Cascada para proyectar grandes balcones.
La grada este del estadio Elland Road de Leeds fue, cuando se construyó, la grada en voladizo más grande del mundo, con capacidad para 17 000 espectadores. La cubierta construida sobre las gradas de Old Trafford es un voladizo para que no haya soportes que bloqueen vistas del terreno de juego. El antiguo Miami Stadium, ahora demolido, tenía una cubierta similar sobre la zona de los espectadores. Actualmente, el voladizo más grande de Europa está situado en St James' Park de Newcastle-Upon-Tyne, el estadio del Newcastle United F.C.
Ejemplos menos obvios de voladizos son las torres de comunicación sin cables y chimeneas que resisten a la acción del viento mediante voladizos en su base.

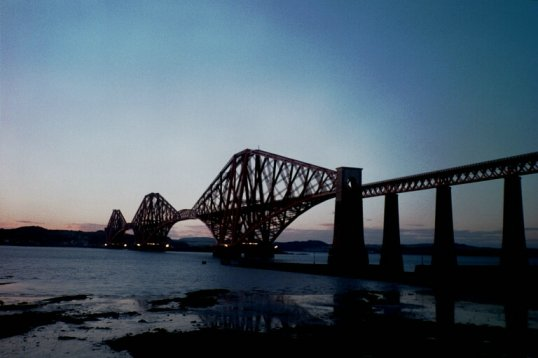
El Forth Bridge, un puente de celosía en voladizo.
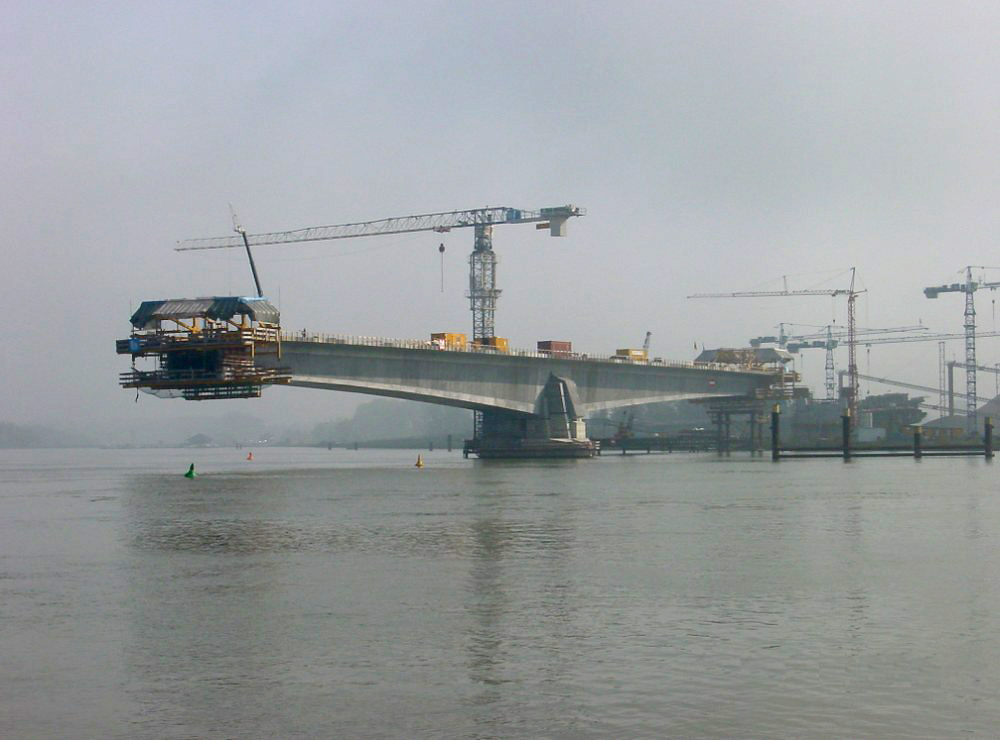
Este puente de hormigón funciona temporalmente como dos voladizos durante su construcción.
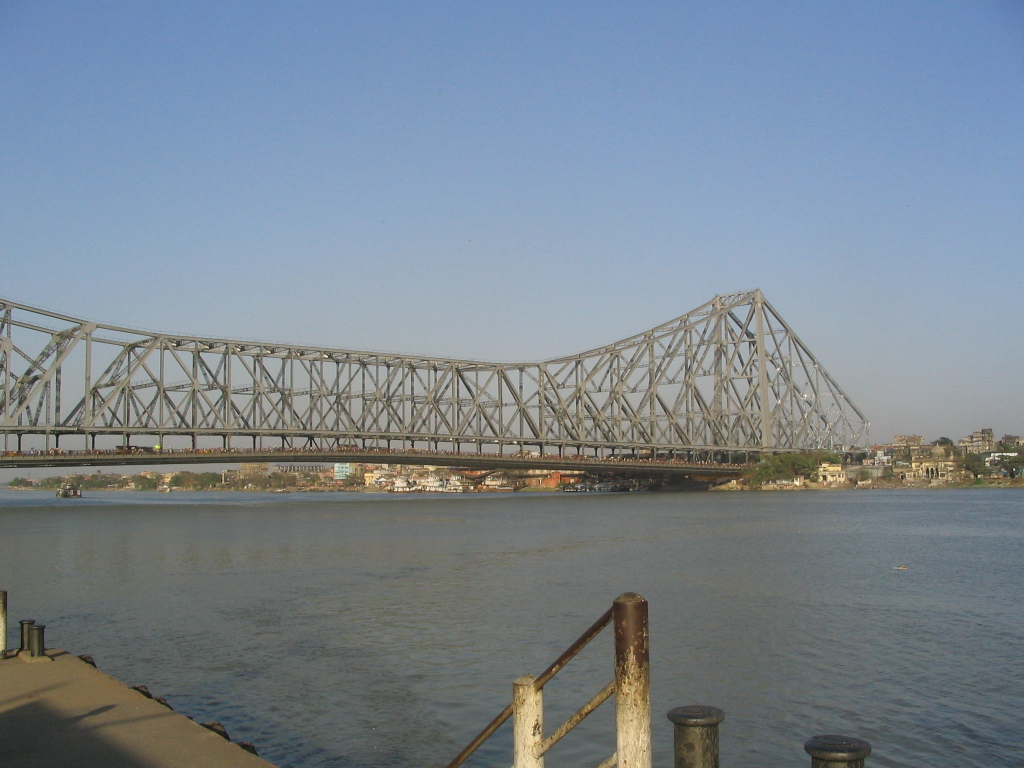
El Puente de Howrah en la India, un puente en voladizo.
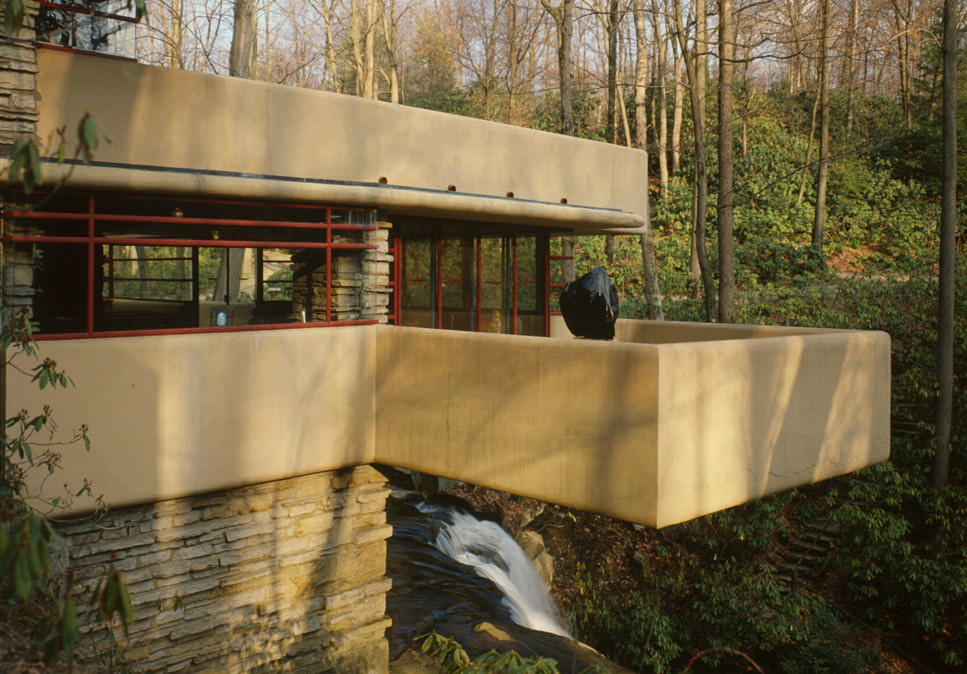
Un balcón en voladizo de la Casa de la Cascada de Frank Lloyd Wright.
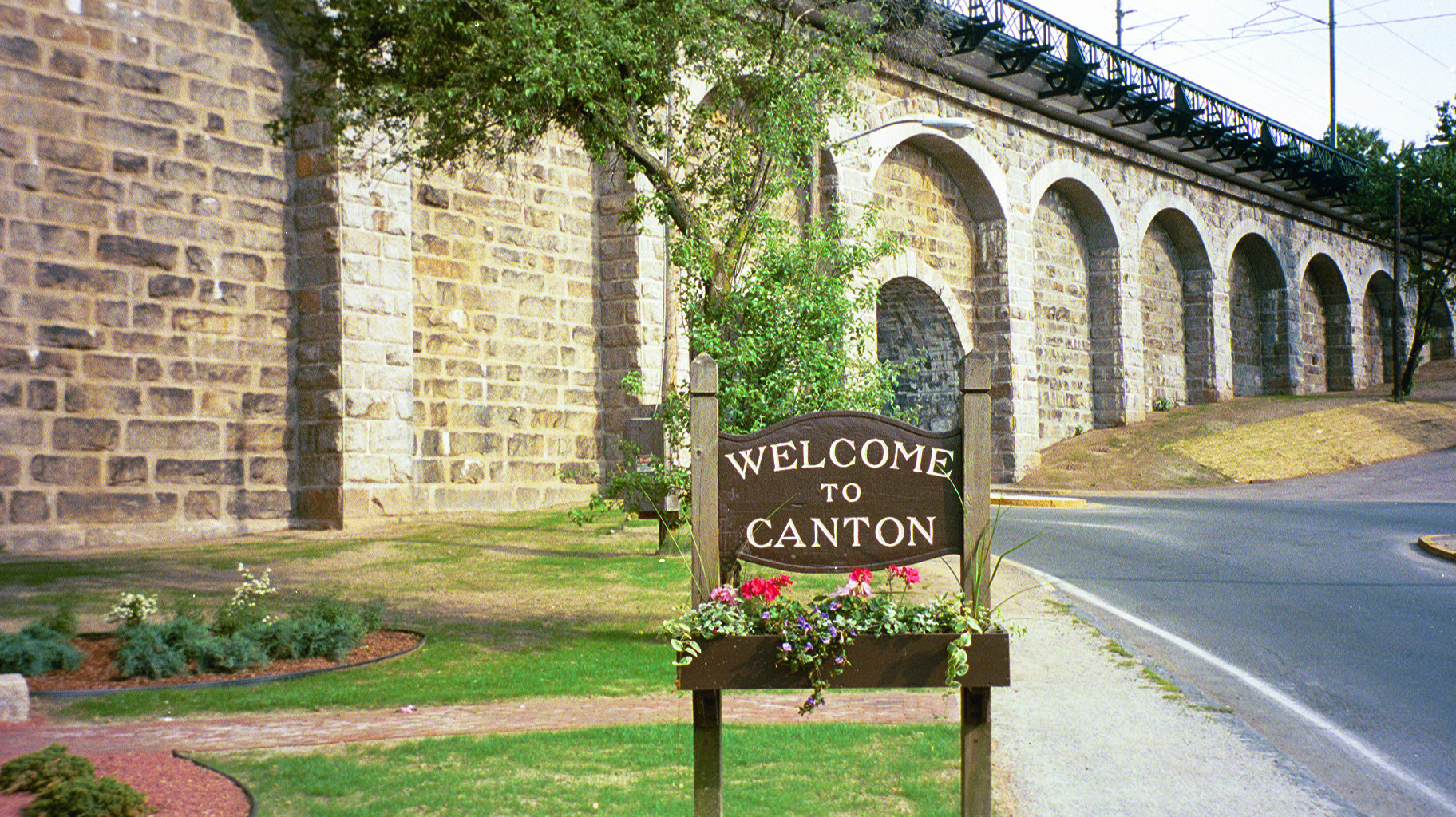
Una plataforma de ferrocarril en voladizo en el Canton Viaduct.
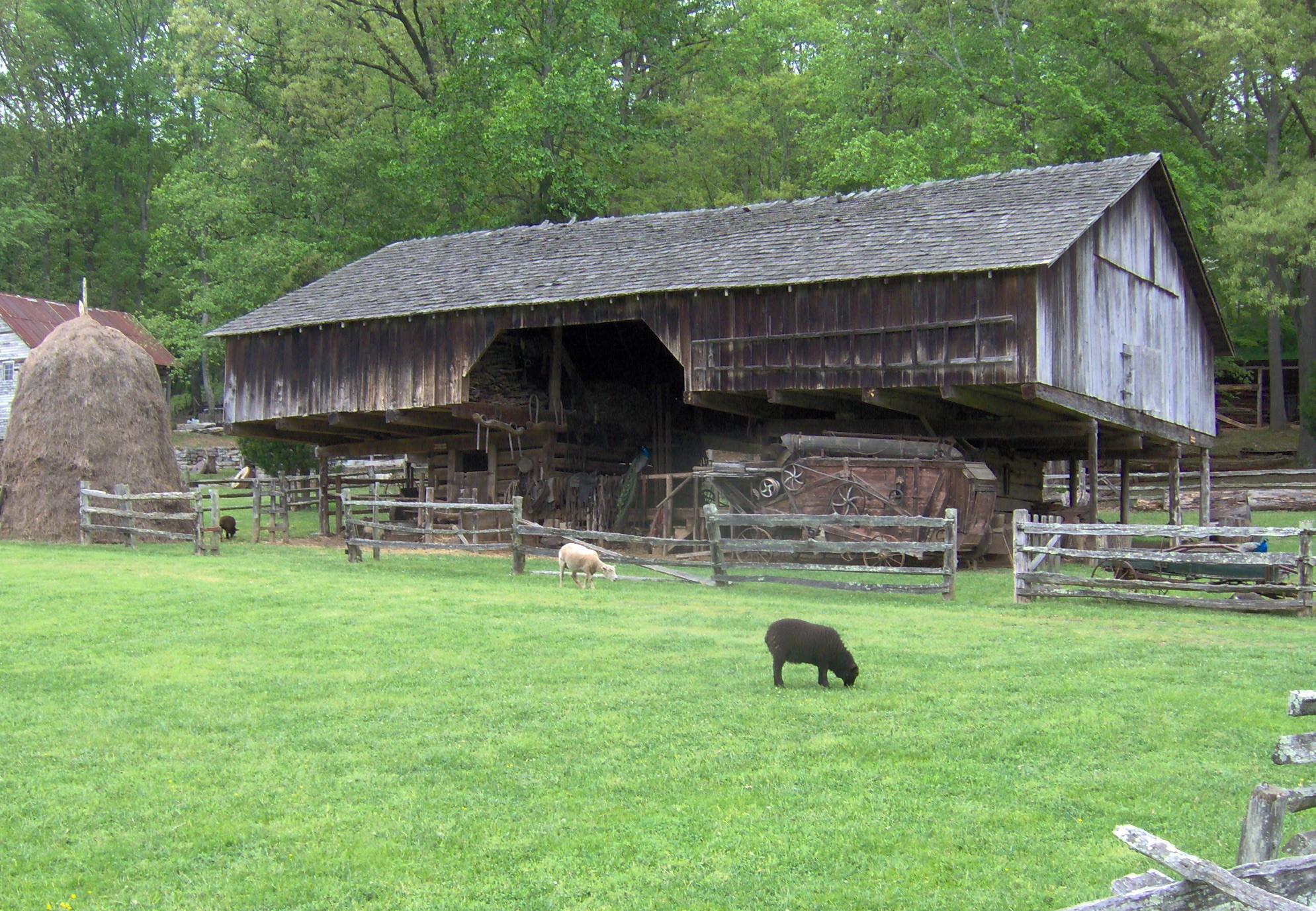
Un granero en voladizo en la Apalaquia rural.
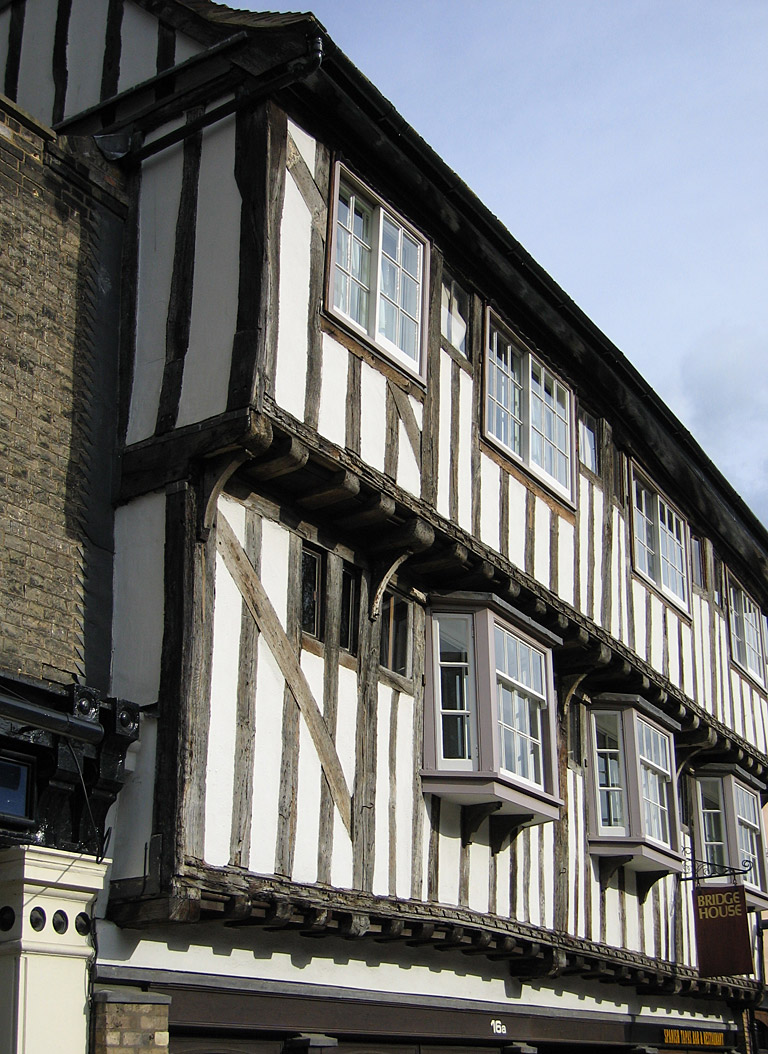
Un edificio con dos jetties en Inglaterra.
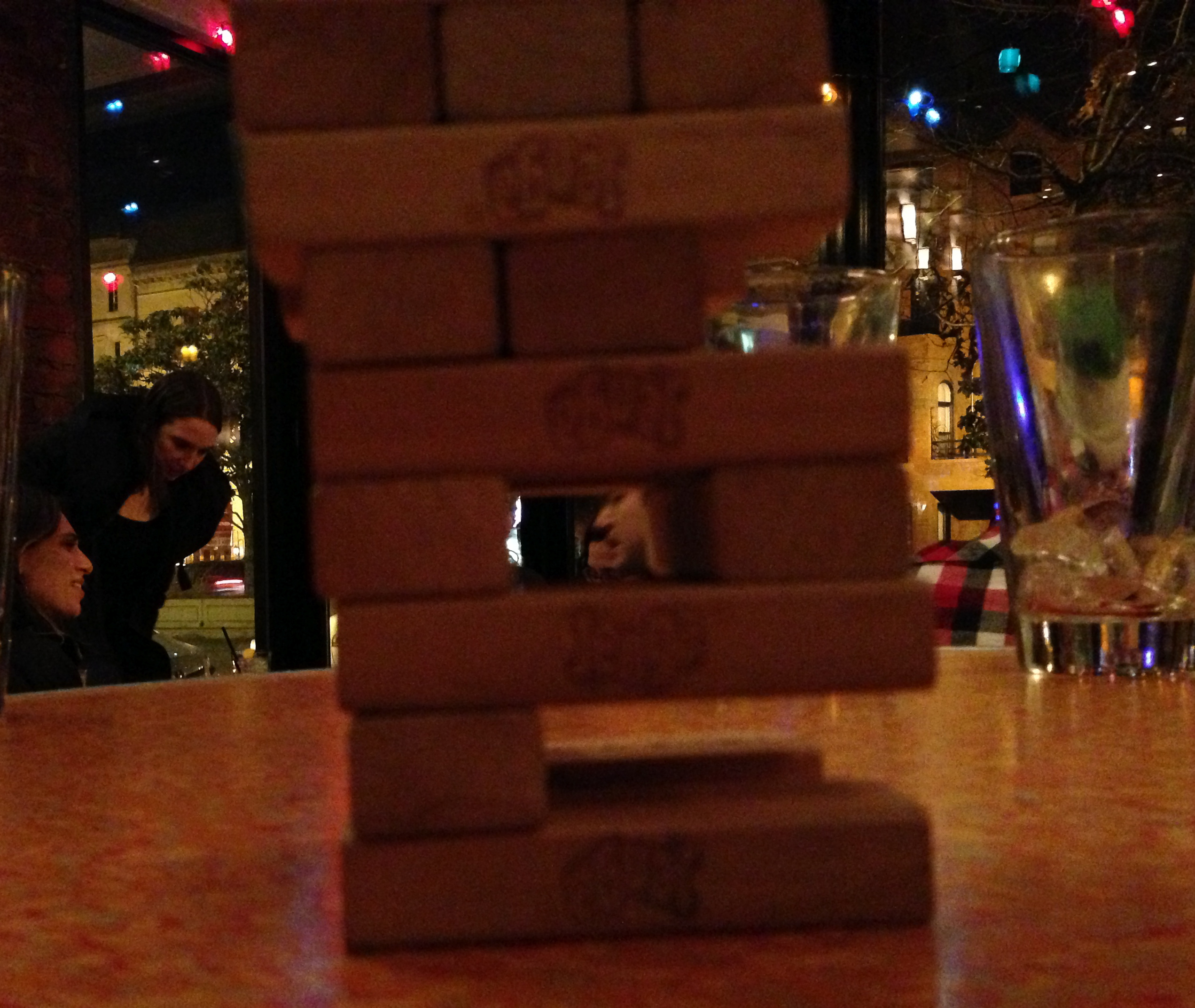
Un voladizo en el juego del "Jenga."
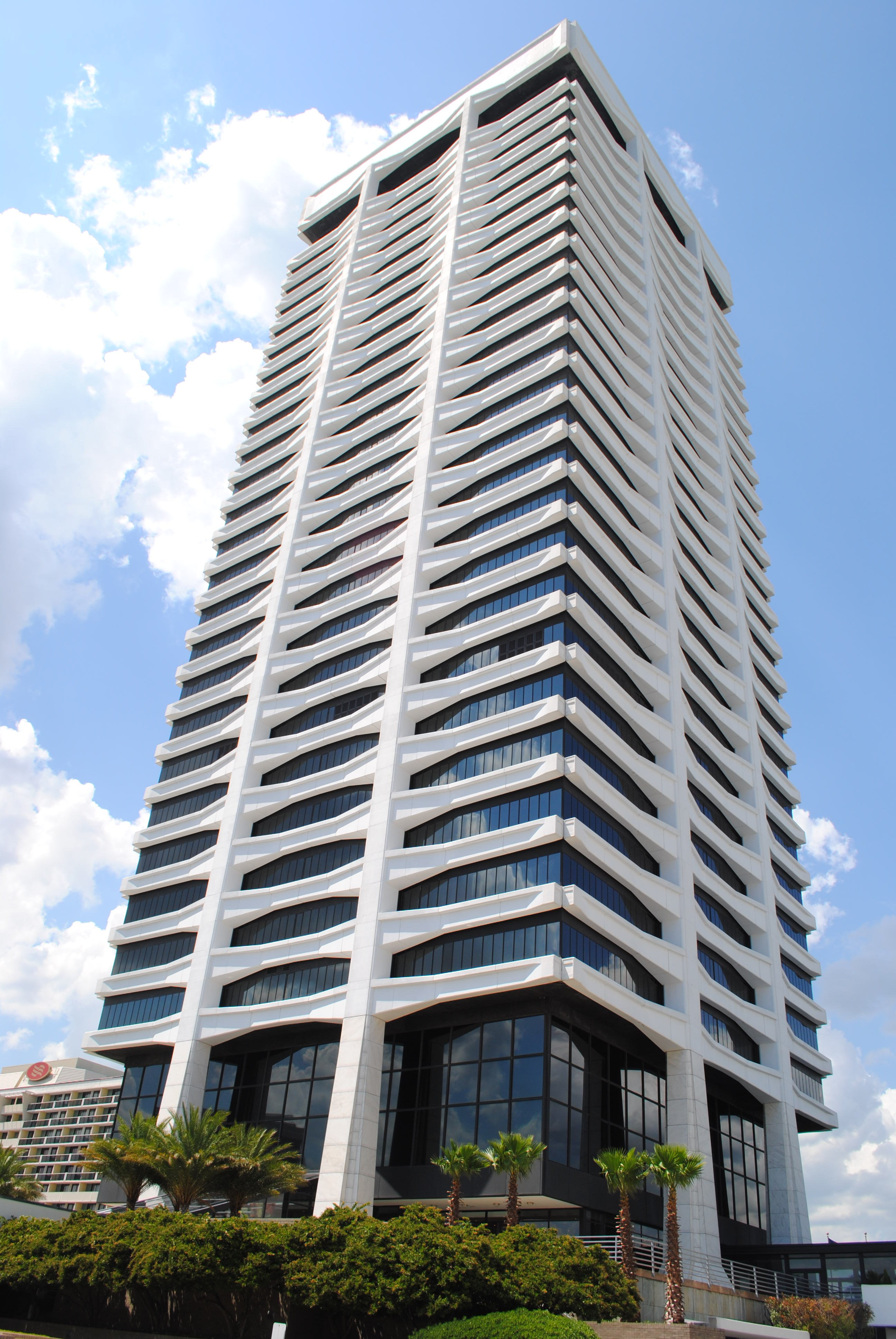
Fachada en voladizo de Riverplace Tower en Jacksonville.

## Aviación

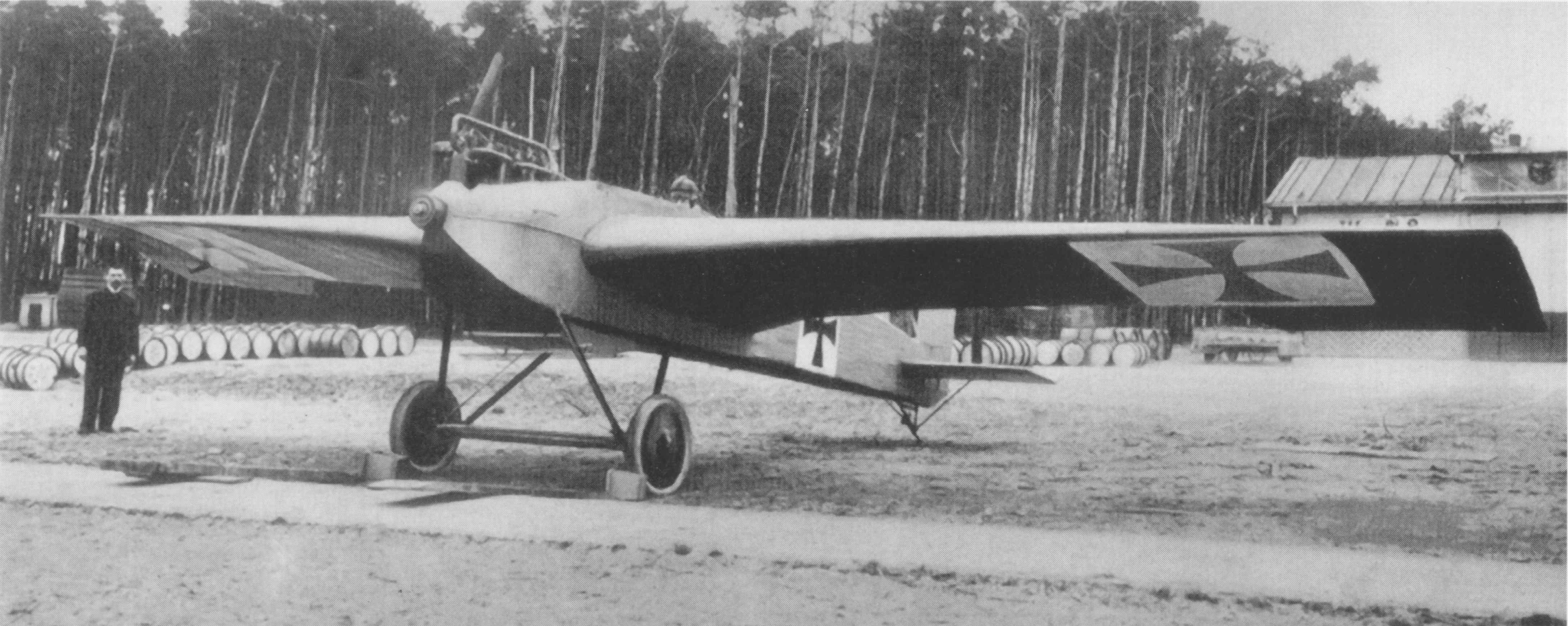
El monoplano Junkers J 1 de metal de 1915, el primer avión con alas en voladizo.

Otro uso del voladizo es en los aviones de alas fijas, diseño realizado por primera vez por Hugo Junkers en 1915. Las alas de los primeros aviones soportaban sus cargas usando dos o más alas en una configuración biplano reforzada con cables.
Eran similares a los puentes de celosía, que habían sido desarrollados por Octave Chanute, un ingeniero de puentes de ferrocarril. Para que permanecieran paralelas, las alas estaban sujetas con cables cruzados y de adelante a atrás para resistir la torsión. Los cables y refuerzos generaban una considerable resistencia aerodinámica, y se experimentaba constantemente en maneras para eliminarlos.
También era deseable construir un avión monoplano, ya que en un diseño biplano el flujo del aire alrededor de un ala afecta negativamente a la otra. Los primeros monoplanos usaban tirantes (como hacen algunos aviones ligeros actuales), o cables como el Bleriot XI de 1909 (como hacen algunas aeronaves caseras modernos). La ventaja de usar cables o tirantes es una reducción en el peso para una resistencia determinada, pero con una penalización de resistencia aerodinámica, que reduce la velocidad máxima y aumenta el consumo de combustible.

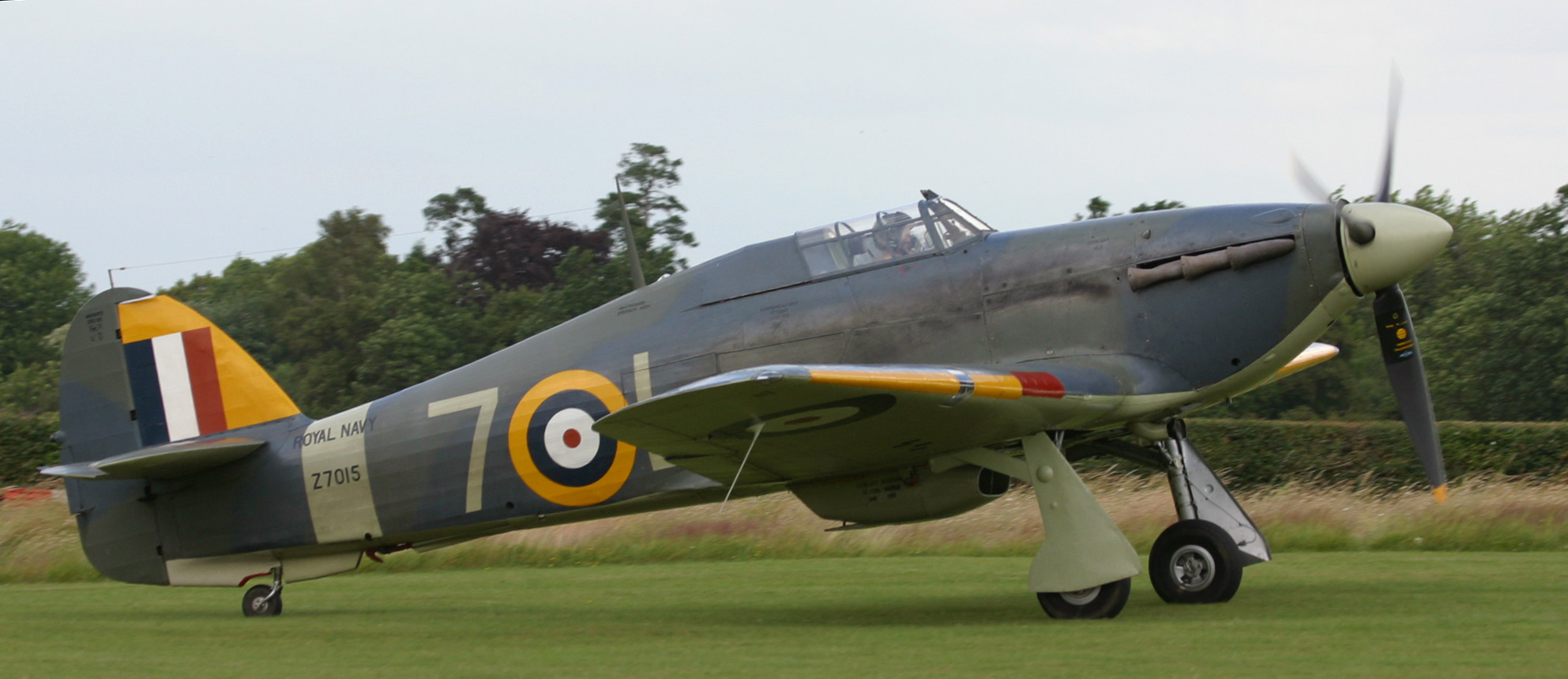
Un Hawker Hurricane británico de la Segunda Guerra Mundial con alas en voladizo.

Hugo Junkers se propuso eliminar todos los elementos exteriores de refuerzo, solo una docena de años después de los primeros vuelos de los hermanos Wright, para disminuir la resistencia aerodinámica en vuelo. El resultado fue el monoplano Junkers J 1 de finales de 1915, diseñado desde el inicio con alas metálicas en voladizo. Aproximadamente un año después del éxito inicial del Junkers J 1, Reinhold Platz de Fokker también consiguió un gran éxito con un sesquiplano con alas en voladizo, construido de madera, el Fokker V.1.
Actualmente, el diseño más frecuente de las alas de los aviones es el voladizo. Una única viga, llamada "el larguero principal," recorre todo el ala, habitualmente más cerca del borde de ataque, a aproximadamente un 25% de la cuerda total. Durante el vuelo, las alas generan sustentación, y los largueros de las dos alas transmiten las carga a la otra ala a través del fuselaje.
Para resistir las fuerzas frontales y posteriores, habitualmente las alas tienen un segundo larguero más pequeño cerca del borde de salida, conectado al larguero principal con elementos estructurales o un revestimiento resistente. Las alas también tienen que resistir fuerzas de torsión, lo que se consigue mediante una estructura tubular de monocasco "D" que forma el borde de ataque, o conectando los dos largueros con alguna clase de estructura box beam o celosía.
Las alas en voladizo necesitan largueros mucho más resistentes que los que se necesitarían en diseños atirantados. Sin embargo, según aumenta el tamaño de un avión, la penalización adicional de peso disminuye.
En la década de 1920 hubo un cambio de tendencia, y la mayoría de los diseños de aviones pasaron a tener alas en voladizo. En los años cuarenta casi todos los aviones más grandes usaban exclusivamente el voladizo, incluso en superficies más pequeñas como el estabilizador horizontal. El Messerschmitt Bf 109E de 1939-1941 fue uno de los últimos aviones de la Segunda Guerra Mundial en servicio en el frente que tenía refuerzos como estabilizadores.

## En sistemas microelectromecánicos

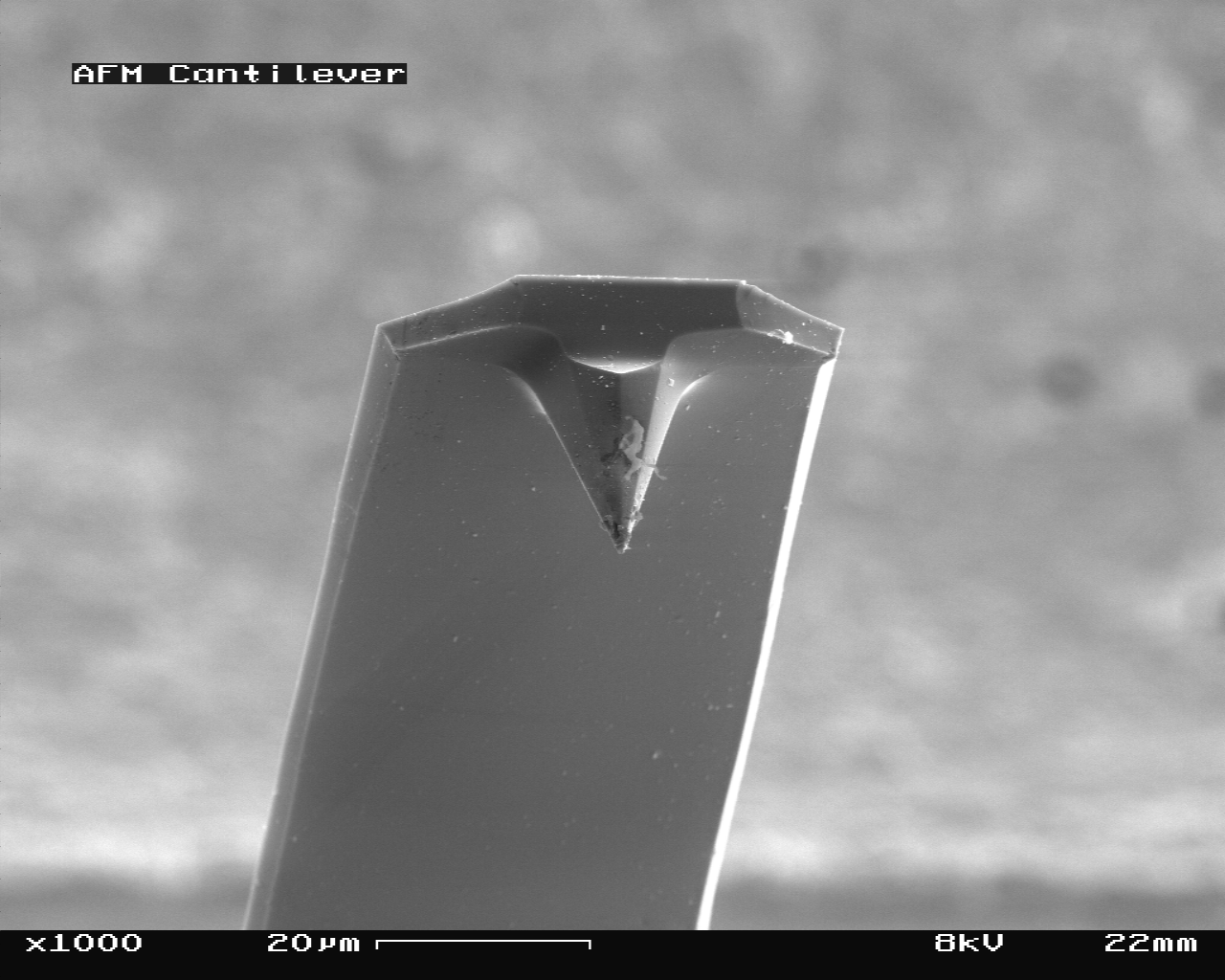
Imagen SEM de un voladizo usado en microscopios de fuerza atómica.

Las vigas en voladizo son las estructuras más frecuentes en el campo de los sistemas microelectromecánicos (MEMS por sus siglas en inglés). Uno de los primeros ejemplos de un voladizo MEMS es el Resonistor, un resonador electromecánico  monolítico. Los voladizos MEMS se fabrican habitualmente de silicio (Si), nitruro de silicio (Si3N4) o polímeros. El proceso de fabricación consiste habitualmente en cortar la parte inferior del voladizo para liberarlo, a menudo con técnicas de ataque químico. Sin transductores en voladizo, no serían posibles los microscopios de fuerza atómica.
Hay un gran número de grupos de investigación que están intentando desarrollar matrices de voladizos como biosensores para aplicaciones de diagnóstico médico. También se aplican los voladizos MEMS como filtros y resonadores de radiofrecuencia. Habitualmente, los voladizos MEMS se fabrican unimorfos o bimorfos.
Hay dos ecuaciones clave para entender el comportamiento de los voladizos MEMS. La primera es la "fórmula de Stoney," que relaciona la deflexión δ del extremo del voladizo con la tensión aplicada σ:
{\displaystyle \delta ={\frac {3\sigma \left(1-\nu \right)}{E}}{\frac {L^{2}}{t^{2}}}}
donde {\displaystyle \nu } es el coeficiente de Poisson, {\displaystyle E} es el módulo de Young, {\displaystyle L} es la longitud de la viga y {\displaystyle t} es el grosor del voladizo. Se pueden desarrollar métodos ópticos y capacitivos muy sensibles para medir cambios en la deflexión estática de vigas en voladizo usadas en sensores.
La segunda es la fórmula que relaciona la constante elástica {\displaystyle k} con las dimensiones del voladizo y las constantes del material:
{\displaystyle k={\frac {F}{\delta }}={\frac {Eat^{3}}{4L^{3}}}}
donde {\displaystyle F} es la fuerza y {\displaystyle a} es la anchura del voladizo. La constante del muelle está relacionada con la frecuencia de resonancia del voladizo {\displaystyle \omega _{0}} mediante la fórmula usual del oscilador armónico {\displaystyle \omega _{0}={\sqrt {k/m_{\text{eq.}}}}}. Un cambio en la fuerza aplicada a un voladizo puede cambiar la frecuencia de resonancia.
El cambio de frecuencia se puede medir con gran exactitud usando técnicas heterodinas y es la base de los sensores en voladizo en acoplamiento directo.
La principal ventaja de los voladizos MEMS es su bajo coste y facilidad de fabricación en grandes matrices, pero el reto para su aplicación práctica está en las dependencias cuadradas y cúbicas de su rendimiento en las dimensiones.
Estas dependencias significan que los voladizos son muy sensibles a la variación de estos parámetros, especialmente el grosor, que es difícil medir con mucha precisión. Sin embargo, se ha demostrado que el grosor de estos microvoladizos se puede medir con bastante precisión y que se puede cuantificar la variación. También puede ser difícil controlar la tensión residual.

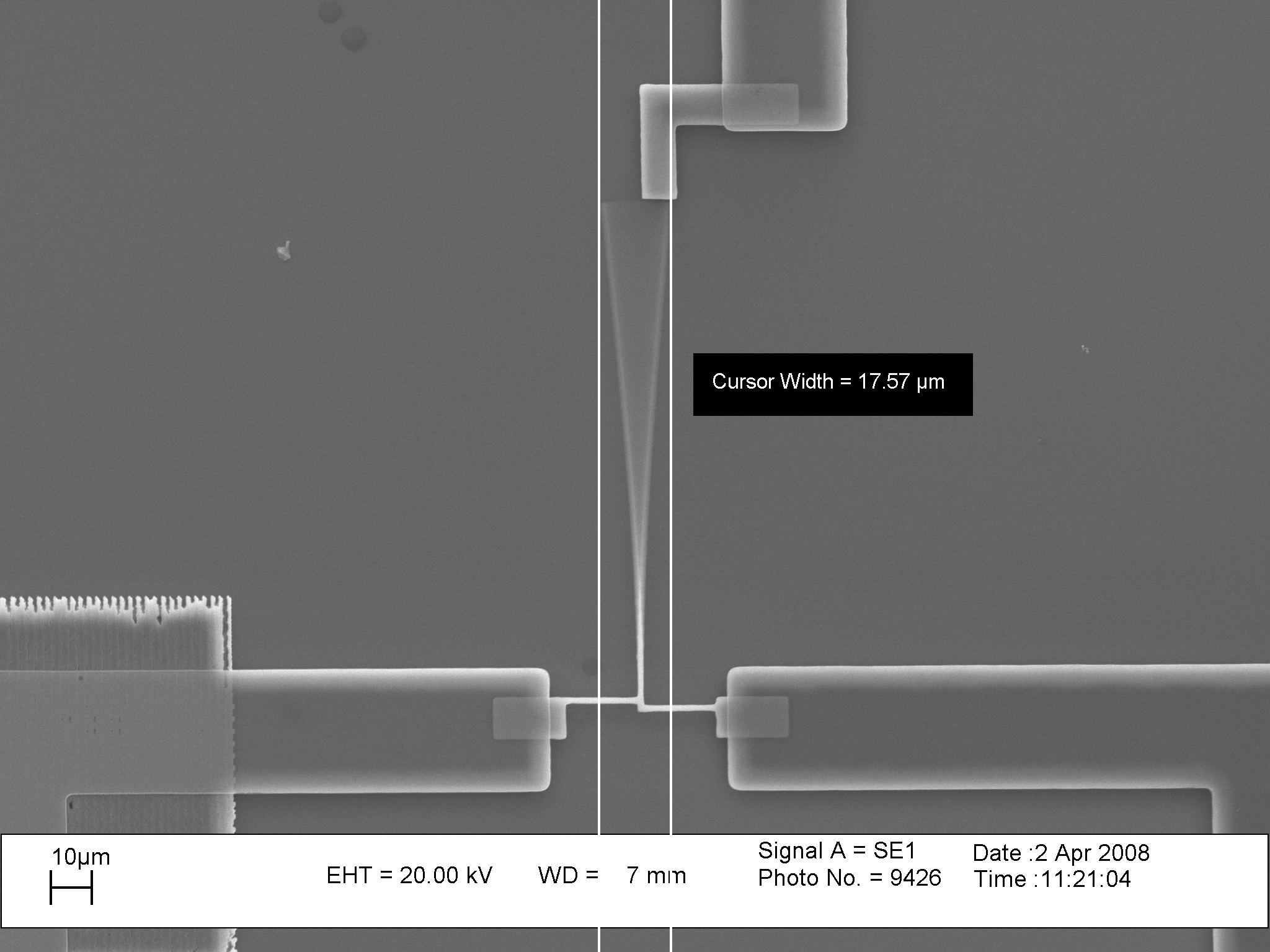
Un voladizo MEMS en resonancia.

## Sensores químicos
Se puede conseguir un sensor químico revistiendo el lado superior de una viga microvoladizo con una capa de receptores. Una aplicación típica es el inmunosensor basado en una capa de anticuerpos que interactúa selectivamente con un inmunogen particular e informa sobre su contenido en una muestra. En el modo estático, la respuesta del sensor se manifiesta por la flexión de la viga respecto a un microvoladizo de referencia. Alternativamente, los sensores en microvoladizo pueden funcionar en el modo dinámico. En este caso, la viga vibra en su frecuencia de resonancia y una variación de este parámetro indica la concentración del analito.

## Almacenamiento

### Almacenamiento en depósitos
Un estante en voladizo es un tipo de sistema de almacenamiento en depósitos que consiste en una columna vertical, una base, unos brazos y refuerzos horizontales y/o inclinados. Estos componentes se fabrican habitualmente de acero estructural. Los refuerzos se usan para conectar dos o más columnas entre sí. Se encuentran habitualmente en almacenes de madera, talleres de carpintería y almacenes de fontanería.

### Almacenamiento portátil
Un bandeja plegable en voladizo es un tipo de estante apilado que se puede desplegar para permitir un acceso cómodo a objetos colocados en muchos niveles a la vez. Los estantes pueden ser plegados cuando no estén en uso para un almacenamiento más compacto. Debido a estas propiedades estas bandejas se usan a menudo en equipajes y cajas de herramientas.